# Saint-Apollinaire (Québec)
Pour les articles homonymes, voir Saint-Apollinaire.
Saint-Apollinaire est une municipalité d'environ 8 689 habitants dans la municipalité régionale de comté de Lotbinière au Québec (Canada), située dans la région administrative de Chaudière-Appalaches. Elle est la municipalité la plus peuplée de Lotbinière. En 2007, la municipalité a fêté son 150e anniversaire de fondation.
Cette municipalité, constituée le 6 avril 1974, a une superficie d'environ 98,17 km2 et elle est la deuxième municipalité la plus densément peuplée dans Lotbinière avec une densité de 81,17 habitants/km2.

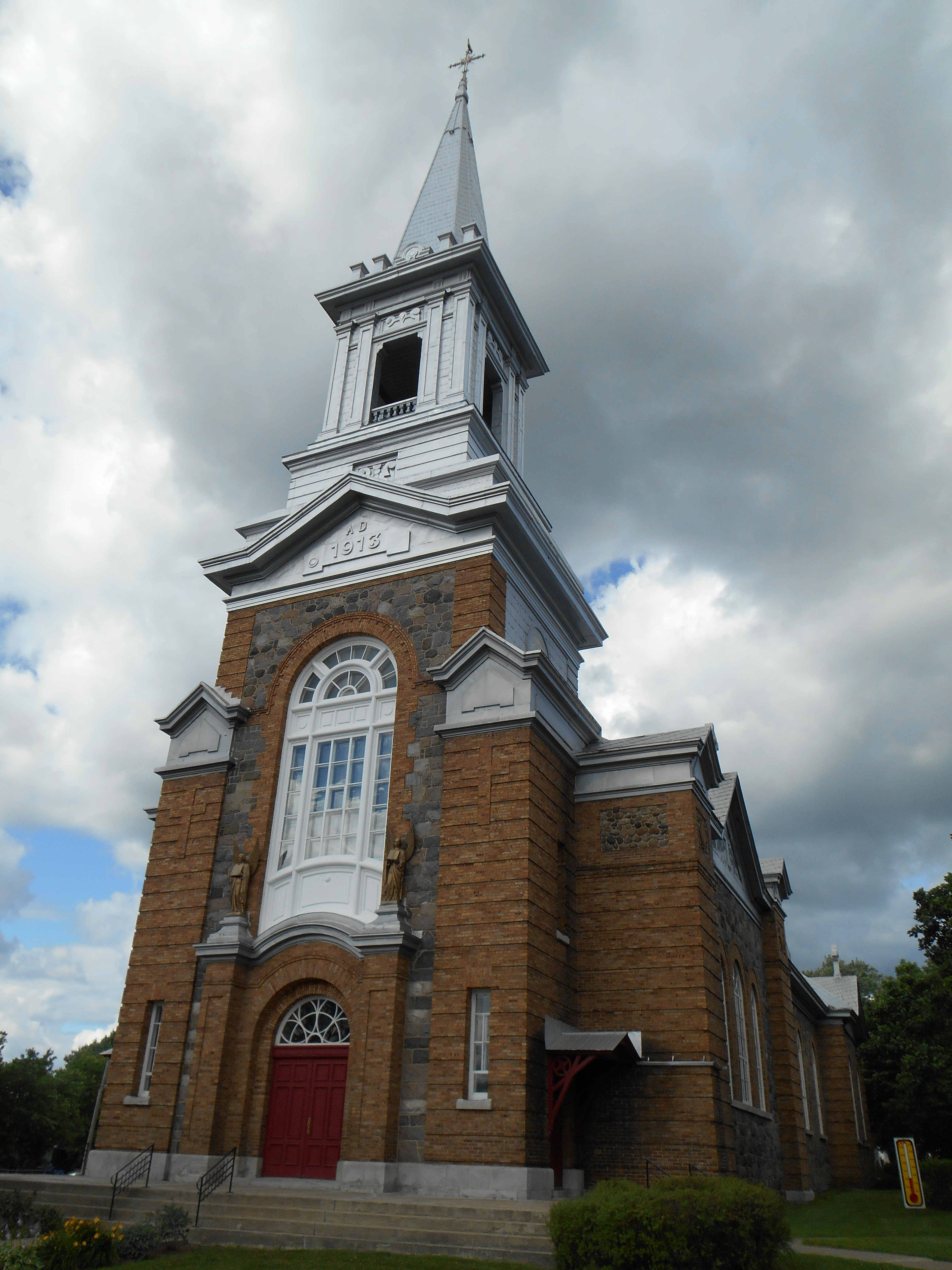
L'église de Saint-Apollilnaire

## Toponymie
La municipalité est nommée en l'honneur d'Apollinaire de Ravenne, évêque martyr du IIe siècle et disciple de saint Pierre.
Les personnes de cette municipalité sont des Apollinairois et des Apollinairoises.

## Histoire

### Histoire brève
- 1845 : Saint-Apollinaire se détache de Saint-Antoine-de-Tilly[2].
- 1853 : Érection canonique de la paroisse de Saint-Apollinaire[3].
- 1855 : Création de la municipalité de paroisse de Saint-Apollinaire[1].
- 1919 : Séparation du village de Francoeur[3]
- 1974 : Fusion avec le village de Francoeur pour former la municipalité de Saint-Apollinaire[3].

### Les débuts
En 1738, Angélique le Gardeur, fille du seigneur de Tilly, devient veuve et se fait concéder une seigneurie qu'elle nomme la seigneurie de Gaspé, d'après son mari défunt. Cette seigneurie se situe au sud de la seigneurie de Tilly. En 2021, la municipalité de St-Apollinaire se trouve dans les limites de la seigneurie de Gaspé.
En 1806, une route qui traverse le territoire de la seigneurie de Gaspé est ouverte entre Saint-Nicolas et Saint-Gilles, ce qui permet son développement.
L’abolition de la tenue seigneuriale en 1854 fait disparaître la seigneurie de Gaspé et permet à la nouvelle municipalité de Saint-Apollinaire de prendre sa place.
La municipalité est érigée canoniquement le 23 novembre 1853. Le 21 février 1857, la municipalité a son érection civile.
Le territoire se développe rapidement. Il y a la construction de la première école, l’arrivée du chemin de fer, l’installation de la première ligne télégraphique. Le téléphone arrive en 1905.

### Croissance
La municipalité connaît une progression importante dans la seconde moitié du XIXe siècle. Dans les années 1960, la route transcanadienne, qui se rend de l'ouest du Canada jusqu'à l'est, est construite et passe par la municipalité. Étant une route à fort achalandage, plusieurs entreprises seront bâties près de celle-ci à l'endroit de Saint-Apollinaire. Ces entreprises engendreront un plus grand attrait à s'établir à Saint-Apollinaire.
En 2021, Radio-Canada reporte que Saint-Apollinaire occupe le premier rang des villes québécoises avec la plus forte croissance depuis cinq ans, avec un saut de 30% depuis le dernier recensement. La municipalité figure au 4e rang au Canada pour cette même catégorie.

### Controverses et drames
En 2017, un projet de cimetière musulman a été refusé par les citoyens. Ce projet a eu de l'attention médiatique et le refus de celui-ci a dressé une image défavorisante de la municipalité.
En 2020, l'Affaire Martin Carpentier prit place à Saint-Apollinaire.

## Géographie
La municipalité de Saint-Apollinaire est localisée sur la rive sud de l'estuaire fluvial du Saint-Laurent.
La municipalité couvre un territoire de 96 km2.
La rivière Aulneuse coule ouest en est dans la municipalité, son crénon y est situé au sud-ouest.
Le territoire de la municipalité est traversé par l'autoroute Jean-Lesage (20) d'est en ouest et par la Route 273 du Nord au Sud.

### Municipalités limitrophes
La municipalité est entourée de six municipalités. Elle est située aux limites de la MRC de Lotbinière, envoisinant la ville de Lévis. Cette ville est située à l'est de Saint-Apollinaire. Les autres municipalités autour de Saint-Apollinaire font partie de la MRC de Lotbinière également : au nord, il y a Saint-Antoine-de-Tilly; à l'ouest, il y a Notre-Dame-du-Sacré-Cœur-d'Issoudun; au sud-ouest, il y a Saint-Flavien; au sud, il y a Saint-Agapit et, au sud-est, il y a Saint-Gilles.

### Villes environnantes et infrastructures routières environnantes
La municipalité est située à environ 20 km des ponts de Québec.
La municipalité est située à 10 minutes en voiture des villes de Québec et Lévis en passant par l'autoroute Jean-Lesage (20). Une autre ville près est Sainte-Marie. Celle-ci est située à 40 minutes en voiture.

## Démographie
Le village de Francoeur et la municipalité de Saint-Apollinaire ont vu croître leur population au fil des années. Leur fusion a continué cette tendance.

### Francoeur
Le village de Francoeur a existé de 1919 à 1974. Ainsi, Les données provenant du recensement couvrent les années 1921 à 1971.
| 1921 | 1931 | 1941 | 1951 |
| ---- | ---- | ---- | ---- |
| 593  | 544  | 624  | 684  |

| 1956 | 1961 | 1966  | 1971  |
| ---- | ---- | ----- | ----- |
| 822  | 968  | 1 060 | 1 186 |

La population du village de Francoeur passe d'environ 600 personnes en 1921 à environ 1200 personnes en 1971, ce qui démontre une augmentation considérable de population dans ces années.

### Saint-Apollinaire (séparé)
La municipalité de Saint-Apollinaire s'est séparé du village de Francoeur de 1919 à 1974. Ainsi, Les données provenant du recensement couvrent les années 1921 à 1971.
| 1921 | 1931 | 1941  | 1951  | 1956  | 1961  | 1966 | 1971 |
| ---- | ---- | ----- | ----- | ----- | ----- | ---- | ---- |
| 988  | 989  | 1 034 | 1 056 | 1 117 | 1 018 | 892  | 847  |

La municipalité de Saint-Apollinaire séparée du village de Francoeur commence avec environ 1 000 personnes en 1921 et atteint son maximum à environ 1 100 personnes en 1956 pour finalement redescendre à environ 850 personnes en 1971.

### Saint-Apollinaire (avec Francoeur) et fusionné
En tant qu'entité fusionnée, la municipalité de Saint-Apollinaire a continué sa croissance.
Le village de Francoeur a existé de 1919 à 1974. Ainsi, les données de la municipalité de Saint-Apollinaire et du village de Francoeur provenant du recensement qui couvrent les années 1921 à 1971 ont été regroupées.
| 1861  | 1871  | 1881  | 1891  | 1901  | 1911  | 1921  | 1931  |
| ----- | ----- | ----- | ----- | ----- | ----- | ----- | ----- |
| 1 559 | 1 634 | 1 605 | 1 740 | 1 462 | 1 755 | 1 581 | 1 533 |

| 1941  | 1951  | 1956  | 1961  | 1966  | 1971  | 1976  | 1981  |
| ----- | ----- | ----- | ----- | ----- | ----- | ----- | ----- |
| 1 658 | 1 740 | 1 939 | 1 986 | 1 952 | 2 033 | 2 369 | 2 796 |

| 1986  | 1991  | 1996  | 2001  | 2006  | 2011  | 2016  | 2021  |
| ----- | ----- | ----- | ----- | ----- | ----- | ----- | ----- |
| 3 090 | 3 608 | 3 716 | 3 930 | 4 425 | 5 102 | 6 110 | 7 968 |

Saint-Apollinaire a connu une constante augmentation de sa population depuis sa fondation en 1857 alors qu’un peu plus de 600 personnes y avaient élu domicile.
En 1871, 1634 paroissiens y vivaient. Le nombre a continué de croître. La construction du chemin de fer en 1897 a modifié de façon importante l’aspect de ce petit village. St-Apollinaire devient donc un lieu de transition pour les voyageurs et pour les marchandises.
Dans les années 1960, l’aménagement de la route transcanadienne (autoroute Jean-Lesage (20)) sera déterminante pour l’avenir de St-Apollinaire la favorisant encore davantage. Des entreprises seront bâties attirant des journaliers pour y travailler. Ces derniers s’établiront à St-Apollinaire pour y fonder leur famille. Donc, en 1977, 2 560 personnes résideront dans cette municipalité en expansion.
En 1990, 3 500 résidents sont recensés pour atteindre 4 002 en 2003 et 5 665 en 2014. Selon le recensement du Canada de 2021, Saint-Apollinaire est la municipalité de plus de 5000 habitants qui a eu le plus grand pourcentage d'augmentation de sa population entre 2016 et 2021 avec un pourcentage de 30 %. Ceci fait que sa population atteint 7 968 personnes en 2021.

## Administration

### Administration municipale

#### Avant 2005
| Saint-Apollinaire Maires avant 2005 |            |                  |         |
| Début mandat                        | Fin mandat | Maire            | Qualité |
| 1975                                | 1992       | Benoît Côté      |         |
| 1992                                | 2000       | Rosaire Laflamme |         |
| 2000                                | 2005       | Yves Mailly      |         |

#### Depuis 2005
Les élections municipales se font en bloc pour le maire et les six conseillers.
| Saint-Apollinaire Maires depuis 2005                                                                                 |                 |         |          |
| Élection | Maire           | Qualité | Résultat |
| 2005 | Ginette Moreau  |         | Voir     |
| 2009 | Ginette Moreau  | Voir    |          |
| 2013 | Bernard Ouellet |         | Voir     |
| 2017 | Bernard Ouellet | Voir    |          |
| 2021 | Jonathan Moreau |         | Voir     |
| Élection partielle en italique Depuis 2005, les élections sont simultanées dans toutes les municipalités québécoises |                 |         |          |

### Circonscriptions électorales provinciales et fédérales
Saint-Apollinaire fait partie de la circonscription électorale fédérale de Lévis—Lotbinière et fait partie de la circonscription électorale provinciale de Lotbinière-Frontenac.

## Infrastructures
La municipalité de Saint-Apollinaire compte :
- Une bibliothèque
- Un centre multifonctionnel
- Un chalet des loisirs
- Un parc de planches à roulettes
- Deux parcs de plein-air
- Une salle communautaire
- Un terrain de baseball
- Un terrain de soccer[14]
- La fontaine de Saint-Apollinaire

## Économie
L'économie de Saint-Apollinaire est diversifiée. L'agriculture fait partie de celle-ci, puisqu'il existe encore des fermes et terres agricoles.
La municipalité contient plusieurs usines, ce qui permet d'avoir un apport constant d'emplois dans la municipalité. Plusieurs entreprises qui font de la mécanique existent aussi. Il y a aussi plusieurs petits commerces qui rendent surtout service aux gens qui habitent cette municipalité. Une quincaillerie existe près de la clinique médicale.
Plusieurs restaurants rapide-service peuvent être trouvés près de l'échangeur de l'Autoroute 20. Il existe également une épicerie et des restaurants locaux.
En raison de sa proximité avec l'Autoroute 20 et les villes de Québec et de Lévis, l'économie de Saint-Apollinaire continue de croître et de se diversifier.

## Transport
La voiture est le principal moyen de transport.
L'Express vers Sainte-Foy passe par Saint-Apollinaire, ce qui permet de se rendre à Québec et Lévis en transport en commun.
L'autoroute Jean Lesage traverse Saint-Apollinaire.
La route 273 traverse aussi la municipalité.

## Éducation
Les écoles primaires et secondaires font partie du Centre de services scolaire des Navigateurs.

### Éducation primaire
Saint-Apollinaire contient deux écoles primaires : l'École des Quatre-Vents et l'École des Sentiers. Ces deux écoles accueillent des élèves de la maternelle jusqu'à la sixième année.

### Éducation secondaire
L'école secondaire la plus près est l'École Beaurivage à Saint-Agapit.

### Éducation collégiale
L'établissement collégial le plus près est le Centre d'études collégiales de Lotbinière, qui fait partie du Cégep de Thetford et qui est situé à Saint-Agapit également.

### Éducation universitaire
L'établissement universitaire le plus près est l'Université Laval, qui est situé dans la ville de Québec.

## Santé
Située près de Laurier-Station, de Lévis et de Québec, la municipalité est desservie par différents services médicaux, à la fois dans la municipalité et à l'extérieur.

### Services médicaux
La municipalité dispose d'une clinique médicale ainsi que d'une pharmacie. Le CLSC le plus proche est situé à Laurier-Station (CLSC de Laurier-Station) et le centre hospitalier le plus près est à Lévis (Hôtel-Dieu de Lévis).
Il existe également quelques services médicaux privés.

## Médias

### Journal municipal
L'Apollinairois est un journal municipal mensuel de Saint-Apollinaire.
Le Peuple Lotbinière est un journal hebdomadaire qui couvre les nouvelles des municipalités de la MRC de Lotbinière, incluant Saint-Apollinaire.

## Patrimoine
L'église de Saint-Apollinaire est construite entre 1855 et 1858, inaugurée le 20 septembre 1858 et agrandie en 1912. Elle est citée comme immeuble patrimonial le 16 janvier 2017. Elle est conçue par François-Xavier Béland et Prime Béland. Le noyau paroissial est complété par un presbytère bâti en 1913.
Sur le plan du patrimoine agricole, un ensemble de ferme à l'entrée du village comprend une grange-étable construite dans la seconde moitié du XIXe siècle. Une autre grange-étable se situe à l'arrière d'une maison ancienne sur la rue Saint-Lazare. Enfin, la municipalité comprend aussi un poulailler du début du XXe siècle.

## Personnalités liées
- Lucyenne Moreau-Gingras, Peintre
- Marie-Lise Gingras, Auteure
- Philippe Boucher, Hockeyeur (LNH)
- Louis-José Houde, Humoriste
- Maxime Desruisseaux, Réalisateur
- André-Philippe Gagnon, humoriste